# Mae Busch
Mae Busch (ur. 18 czerwca 1891 w Melbourne, zm. 19 kwietnia 1946 w San Fernando Valley) – amerykańska aktorka filmowa, której kariera rozpoczęła się w czasach ery kina niemego.

## Wyróżnienia
Posiada gwiazdę na Hollywoodzkiej Alei Gwiazd.

## Filmografia
- 1922: Szalone żony jako księżniczka Vera Petchnikoff
- 1929: Alibi jako Daisy Thomas
- 1929: A Man’s Man jako Violet
- 1929: Unaccustomed As We Are jako pani Hardy (żona Flapa)
- 1933: Synowie pustyni jako pani Lottie Hardy (żona Flapa)
- 1936: Cygańskie dziewczę jako pani Hardy (żona Flapa)
- 1937: Daughter of Shanghai jako Lil
- 1938: Korsarz (niewymieniona w czołówce)
- 1938: Maria Antonina jako Joanna de Saint-Rémy (niewymieniona w czołówce)
- 1941: Kulisy wielkiej rewii jako Jenny
- 1942: The Mad Monster jako Susan